# Фрідріх I Барбаросса
Фрі́дріх I Барбаро́сса (нім. Friedrich I Barbarossa; 1122, монастир Вайнгартен, Баден-Вюртемберг — 10 червня 1190, річка Салеф поблизу міста Селівкії, Кілікійська Вірменія) — герцог Швабії (1147–1190), король Німеччини (1152–1190), імператор Священної Римської імперії (1155–1190) з династії Гогенштауфенів. Прізвисько «Барбаросса» він отримав в Італії через свою руду бороду (від італ. barba).

## Біографія
Батьки — Фрідріх II Одноокий, герцог Швабський з роду Гогенштауфенів, та Юдіт Баварська. Фрідріх Барбаросса був небожем короля Німеччини Конрада III. 1147 року після смерті батька Фрідріх став герцогом Швабським. 1152 року після смерті Конрада III був одноголосно обраний курфюрстами королем Німеччини. Здійснив шість походів в Італію, аби приборкати буремні ломбардські міста-республіки та здобути довіру в папства. Під час першого походу 1155 року був коронований імператором Священної Римської імперії. Одружившись з бургундською принцесою Беатріс I Бургундською, претендував на бургундський престол та 1178 року в Арлі був коронований як бургундський король. За першої нагоди почав переслідувати свого найсильнішого суперника в Німеччині — Генріха Лева, якого на з'їзді у Вюрцбурзі (січень 1180 року) позбавив усіх володінь. Одруживши свого сина, наступного імператора Генріха VI, з сицилійською принцесою, приєднав до імперії Сицилійське королівство. Уже в похилому віці, на вершині своєї могутності, брав участь у Третьому хрестовому поході проти султана Салах ад-Діна, який у 1187 році захопив Єрусалим. Після кількох перемог на свойому шляху, не дійшовши до Святої Землі, потонув при переправі через річку Салеф в Малій Азії. Не в міру до своїх успіхів став героєм народних легенд, так само, як Карл Великий.

## Родина
1 Дружина (з 1147) — Адельгейд (1122–1190), дочка Діпольда III, маркграфа Фобурга; шлюб анульовано в березні 1153.
Діти: не було
2 Дружина (з 1156) — Беатриса I  (бл.1145—1184), дочка Рено III (бл. 1093–1148), пфальцграфа Бургундії.
Діти:
- Беатріс (бл. 1160/1162–1174)
- Фрідріх V  (1164–1168/1170) — герцог Швабії з 1167
- Генріх VI  (1165–1197) — імператор Священної Римської імперії (1191–1197)
- Конрад  (1167–1191) — герцог Швабії (1170-1191) під ім'ям Фрідріх VI
- Оттон I  (бл. 1170–1200) — пфальцграф Бургундії з 1189
- Гізелла (бл. 1168–1184) — заручена з Річардом (1157–1199), майбутнім королем Англії Річардом I Левове Серце
- Конрад II (бл. 1172–1196) — герцог Ротенбурга (1188–1191), герцог Швабії (1191–1196)
- Райнальд (Рено) (бл. 1173–1178)
- Вільгельм (бл. 1176 — після 1178)
- Філіп (1177–1208) — ерцог Швабії (1196–1208), король Німеччини (1198–1208)
- Агнес (пом. 8 жовтня 1184) — заручена з Імріхом І (1174–1204), майбутнім королем Угорщини.

## У світовій культурі
Фрідріх І Барбаросса є одним із найважливіших персонажів роману Умберто Еко «Бавдоліно», де змальований у ролі названого батька головного героя, великого вигадника — Бавдоліно з Фраскети. У книзі відтворена хроніка нескінченних воєн Фрідріха Барбаросси з волелюбними італійськими комунами.
У романі Фрідріх помирає під час походу до Пресвітера Йоана за загадкових обставин.

## Цікаві факти
- Під час Другої світової війни операцію з нападу Німеччини на Радянський Союз у німецькому генштабі назвали планом «Барбаросса».
- 1860 Барбаросса — астероїд, який було названо на честь правителя.
- Також Фрідріх Барбаросса з'являвся в серії комп'ютерних ігор — реал-тайм стратегій про середньовіччя Stronghold: Crusader і Stronghold II.